# Reakcja egzotermiczna

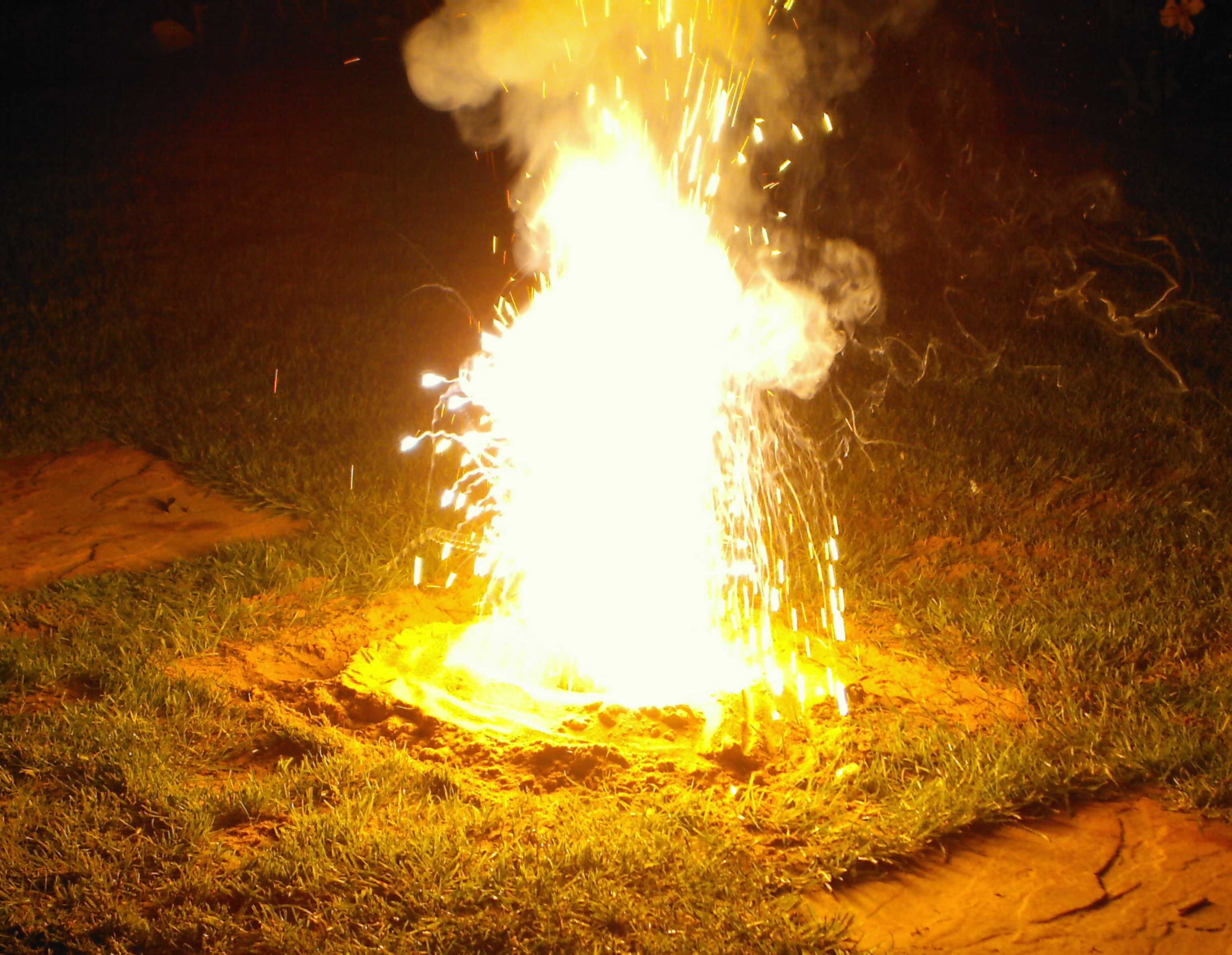
Reakcja tlenku żelaza(III) z glinem (mieszanka taka znana jest jako „termit”) jest przykładem reakcji silnie egzotermicznej

Reakcja egzotermiczna – reakcja chemiczna, która ma dodatni bilans wymiany ciepła z otoczeniem, tj. taka, podczas której wydziela się ciepło.
W konwencji termodynamicznej, w której bilans ciepła rozpatruje się tradycyjnie nie od strony otoczenia, tylko od strony samego układu, wynik cieplny reakcji egzotermicznej jest zapisywany jako ujemny, gdyż emitują ciepło, czyli tracą energię, a zatem całkowita energia wewnętrzna układu maleje.
Odwrotnością reakcji egzotermicznej jest reakcja endotermiczna.